# Krynki Borowe
Krynki Borowe is een plaats in het Poolse district  Siemiatycki, woiwodschap Podlachië. De plaats maakt deel uit van de gemeente Grodzisk en telt 30 inwoners.